# NGC 4358
NGC 4358 (другие обозначения — UGC 7479, MCG 10-18-38, ZWG 293.17, PGC 40309) — линзообразная галактика (S0) в созвездии Большая Медведица. Объект идентичен NGC 4362 и, соответственно, NGC 4364. В этом районе неба действительно видны три галактики, но Гершель в свой телескоп в 1789 году их видеть не мог.
Этот объект входит в число перечисленных в оригинальной редакции «Нового общего каталога».